# Kings Peak (Utah)
Kings Peak je nejvyšší hora ve státě Utah. Její vrchol se nachází v 4123 m n. m. Leží v pohoří Uinta Mountains, na severovýchodě Utahu, v okresu Duchesne County.
Kings Peak se nachází přibližně 127 km východně od středu hlavního města Salt Lake City. Leží ve střední části pohoří Uinta Mountains. Oblast je součástí národního lesa Uinta National Forest. 1,2 kilometru jihojihozápadně od vrcholu leží druhá nejvyšší hora pohoří a Utahu South Kings Peak (4 118 m).